# Alfonso Limón Montero
Alfonso Limón Montero (Puertollano, 1628-Alcalá de Henares, 1682) était un médecin espagnol.
Il a étudié la médecine à l'Université d'Alcalá de Henares, lieu où il a exercé sa chaire de médecine. Il est connu pour avoir réalisé diverses études sur les eaux minérales en Espagne. Il a compilé les propriétés salutaires de chacune des sources, rivières et fleuves des provinces espagnoles. Ses études ont été rassemblées dans une œuvre posthume publiée en 1697, Espejo cristalino de las aguas de España (divisée en quatre parties).
Une autre de ses œuvres est un traité sur l'urine intitulé Tractatus de urinis in quatuor disputationes divisus.